# Peugeot 605
Peugeot 605 byl nástupcem neúspěšného modelu 604 a předchůdce současného modelu 607. Jedná se o vůz vyšší střední třídy francouzské automobilky Peugeot, vyráběný mezi lety 1989 a 1999.
605 měl mnoho společných dílů s vozem Citroën XM (motor, převodovka, ap), ale stál oproti XM na běžném podvozku. Spolu s modelem Peugeot 405 měl na trhu nahradit populární Peugeot 505. 605 se vyznačoval vysokou úrovní vybavení, luxusním interiérem, hladkou jízdou a mimořádně přesným ovládáním vozu, ale mimo Francii měl problém konkurovat, neboť mu byl vyčítán příliš podobný vzhled jako měl menší a levnější Peugeot 405 a na vyšší třídu přílišně nevýrazný vzhled interieru. Stejně jako Citroën XM měl Peugeot 605 z počátku problém s kvalitou provedení a to hlavně elektroinstalace, která vozu vážně poškodila pověst. Tyto problémy Citroën i Peugeot odstranily až po 3 letech. Vozy Citroën XM a 605 se dočkaly lehkého faceliftu roku 1994, přesto však byla konkurence silnější a Peugeot 605 nebyl nikdy dostatečně úspěšný.

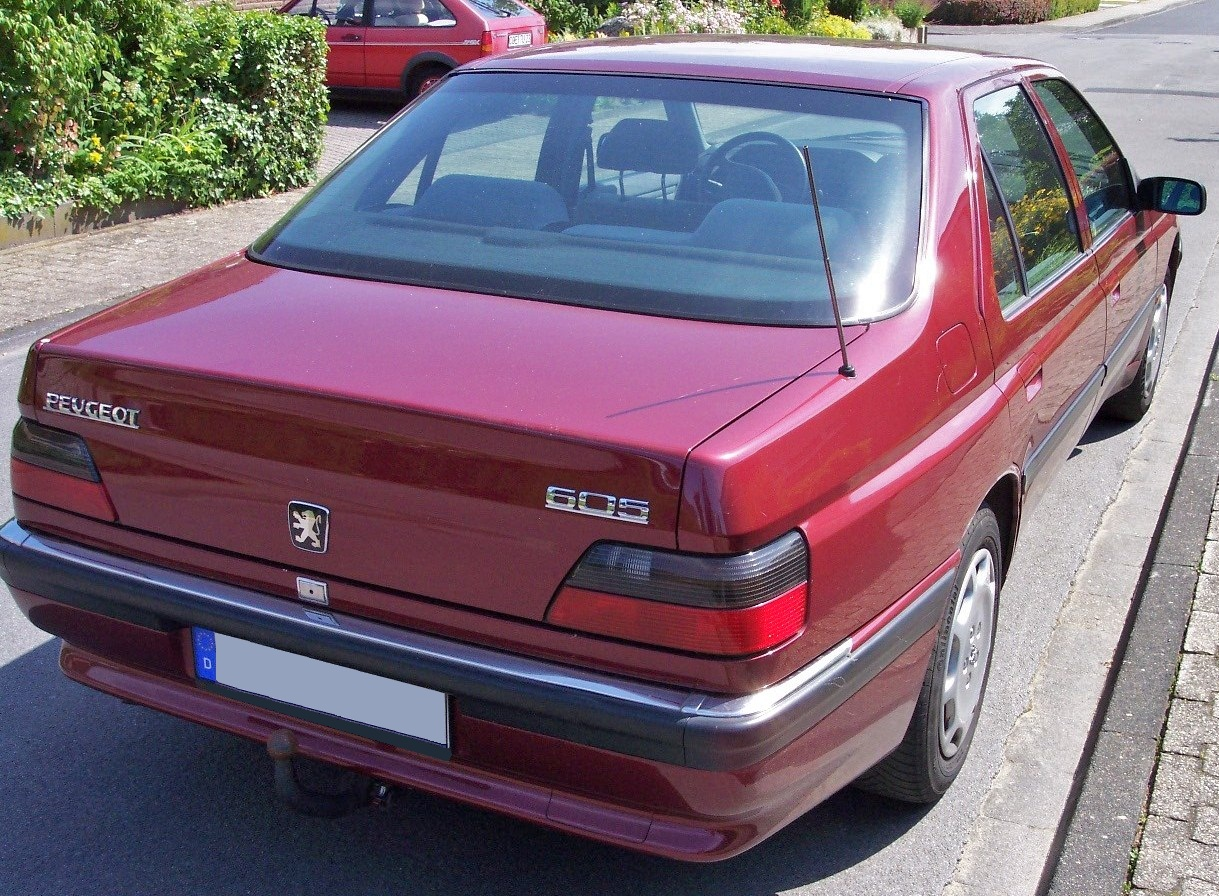
zadní část vozu

Automobily postavené po roce 1992 mají obecně dobrou kvalitou zpracování a díky špatné pověsti je jejich cena velmi nízká. Nástupce 605, Peugeot 607, šel do výroby koncem roku 1999 a byl mírně úspěšnější na domácích i vývozních trzích.

## Rozměry
- Rozvor – 2800 mm
- Délka – 4765 mm
- Šířka – 1800 mm
- Výška – 1415 mm
- Váha – cca 1400–1910 kg

## Dostupné motory
Peugeot nabízel v průběhu výroby několik motorů, z nichž nejčastější byly tyto:
- 2.0i (od roku 1990)
- 2.0i 16V (1994)
- 2.0 Turbo C.T. (1990)
- 3.0 V6 12V (1989)
- 3.0 V6 24V (1990)
- 2.1 D12 (1990)
- 2.1 TD 12V (1990)
- 2.5 TD 12V (1994)

Motory byly velmi spolehlivé. Nejspolehlivějšími byly benzínový 2.0i a naftový 2.1 D12.